# Vol UM Airlines 4230
Le 26 mai 2003, le Yakovlev Yak-42 immatriculé UR-42352 assurant le vol UM Airlines 4230 entre Kaboul et Saragosse s'écrase à Maçka, en Turquie, alors qu'il est en phase d'approche sur Trabzon. Les 62 passagers, des soldats espagnols de retour d'Afghanistan, et les 13 membres d'équipage périssent dans l'accident.
L'accident est dû à l'inexpérience et à la fatigue de l'équipage, dont la mauvaise météo affecte les réactions. Il cause une importante polémique en Espagne, les familles des victimes reprochant au gouvernement d'avoir loué en connaissance de cause des avions vétustes malgré les avertissements des soldats, puis constatant des erreurs dans l'identification des cadavres. Au total, 30 corps n'ont pas été correctement reconnus, ce qui mène à une destitution d'une partie de l'État-Major en 2004 et des condamnations pénales en 2009. En 2017, le Conseil d'État affirme que le ministère de la Défense, étant donné son niveau d'information, aurait pu éviter l'accident en ayant recours à d'autres affréteurs aériens.

## Accident
Le 26 mai 2003 à 3 h 15 FET, le Yakovlev Yak-42 immatriculé UR-42352 de la compagnie ukrainienne UM Airlines s'écrase sur une montagne aux environs de Maçka, en Turquie, après avoir échoué deux fois à se poser sur la piste de l'aéroport de Trabzon, sur les bords de la mer Noire. L'appareil, parti de l'aéroport international de Kaboul, assurait le rapatriement à Saragosse, via une première escale à l'aéroport international de Manas puis sa pause turque, de 62 soldats des forces armées et de la Garde civile espagnoles engagés au sein de la Force internationale d'assistance et de sécurité (ISAF),.
L'avion était affrété pour le compte du ministère de la Défense par l'Agence de maintenance et d'approvisionnement (NAMSA) de l'OTAN, qui avait passé contrat avec l'affréteur aérien Chapman Freeborn. L'affréteur avait alors sous-traité la réalisation du contrat à UM Airlines.
La commission d'enquête espagnole conclut que le crash est dû à la combinaison de la fatigue excessive de l'équipage, du manque d'expérience du pilote, et de la méconnaissance des spécificités aéroportuaires de Trabzon et de la procédure d'approche VOR. Elle affirme que la présence de nappes de brouillard, bien que n'étant pas une cause directe de l'accident, associée aux éléments précédents a affecté les réactions de l'équipage.

### Déroulement
À 2 h 56 FET, le Yak-42 entame sa descente dans l'objectif d'atteindre 1 300 mètres d'altitude, niveau d'élévation requis pour une approche par l'Est sur Trabzon. Pourtant, trois minutes plus tard, il passe au-dessus de la piste à une hauteur de 2 000 mètres. Le pilote entreprend alors une boucle afin de recommencer son atterrissage et descend à 1 450 mètres à 3 h 4 FET, puis désactive le système de pilotage automatique. Ayant échoué à poser son appareil trois minutes plus tard, le commandant remonte à 1 800 mètres à 3 h 9 FET et vire à nouveau de bord afin de reprendre sa procédure d'approche. Ayant perdu toute notion de position, il n'achève pas son virage et entame sa descente dans une zone montagneuse où l'altitude de sécurité est de 3 500 mètres. Il s'écrase contre la montagne à 3 h 15 FET.

## Victimes
| Nationalité | Passagers | Équipage | Total |
| ----------- | --------- | -------- | ----- |
| Espagne     | 62        | 0        | 62    |
| Ukraine     | 0         | 12       | 12    |
| Biélorussie | 0         | 1        | 1     |
| Total       | 62        | 13       | 75    |

## Polémique en Espagne

### Vétusté de l'appareil
Le 1er avril 2003, la députée socialiste de Cadix Mamen Sánchez Díaz transmet une série de questions écrites au ministre de la Défense espagnol Federico Trillo sur les « conditions physiques et techniques » des avions loués par le ministère pour transporter les troupes, ainsi que les raisons qui empêchent les appareils espagnols de réaliser ces déplacements. Elle transmet par ailleurs le mal-être des soldats, contraints de voler « dans des conditions qui ne sont pas optimales ». Le 22 mai, le commandant José Manuel Ripollés Barros, mort dans l'accident, envoie un courrier électronique à sa famille dans lequel il met en cause l'état du Yak-42, évoquant notamment les roues et la présence d'une couchette dans la cabine, ce qui est formellement proscrit.
Trillo assure le 28 mai 2003 que le Yak-42 était le modèle le plus sûr pour le transport des troupes et souligne ne pas avoir eu le choix de louer de tels avions, puisque les compagnies aériennes ne peuvent ouvrir de lignes régulières vers des pays en guerre et que les forces armées ne disposent pour les vols militaires longue distance que Lockheed C-130 Hercules, réservés au transport de matériel. Dès le lendemain de cette déclaration, les militaires d'un détachement espagnol décollant de Bassora pour revenir à Madrid à bord d'un Iliouchine Il-76 affrété par le ministère de la Défense, prennent des photos de l'avion qui en démontrent le mauvais état, notamment des pneus du train d'atterrissage.
Lors des funérailles des victimes le 28 mai sur le tarmac de la base aérienne de Torrejón de Ardoz, une partie des familles crie leur colère à l'encontre de Trillo et du président du gouvernement José María Aznar, qualifiés d'« assassins » et de « canailles » et ironisant sur le fait que le ministre de la Défense n'a jamais voyagé sur un des avions loués par son administration.
Les Forces armées norvégiennes, imitées par leurs homologues finlandaises et suédoises, avaient résilié leur contrat de location du Yak-42 UR-42352 avec UM Airlines après un rapport alarmant de soldats ayant voyagé à son bord, évoquant notamment des sièges non-fixés au sol, des sorties de secours bloquées et un équipage ne parlant pas anglais. Ces trois pays n'ont toutefois pas fait part de cette décision à leurs alliés présents en Afghanistan,.

### Erreurs d'identification

#### Premiers doutes
Le 15 octobre 2003, cinq proches des soldats se rendent sur les lieux de la catastrophe et retrouvent plusieurs effets personnels dont deux plaques d'identité militaire. Ils s'interrogent publiquement les conditions d'identification des victimes et un porte-parole du ministère rétorque qu'elles se sont produites sur la base des étiquettes nominatives cousues aux uniformes ou des plaques d'identité quand il y en avait. Certains parents restent dubitatifs puisque des soldats voyageaient en civil et que le crash a été suivi d'un incendie qui a pu altérer les tissus. Le mois suivant, la veuve d'un soldat apprend que feu son mari a été reconnu grâce à l'écusson de l'arme des ingénieurs de l'armée de terre cousu sur son vêtement — alors qu'il appartenait à l'infanterie blindée mécanisée dont l'écusson est différent — et à une comparaison entre son visage — que le rapport d'autopsie présente comme extrêmement dégradé — et sa photo d'identité de l'armée.

#### Rapport turc accablant
Un rapport du ministère public turc, publié le 2 mars 2004, indique que 14 cadavres ne pouvaient être identifiés faute d'éléments suffisamment précis. Seuls deux soldats portaient au cou leur plaque d'identité. L'équipe espagnole, dont faisaient partie quatre médecins et deux infirmiers mais aucun médecin légiste puisque l'armée n'en dispose pas, s'est donc basée sur les vêtements (mais neuf militaires étaient vêtus en civil) ou des effets personnels. Pour 14 d'entre eux, ils ont eu recours à la photo d'identité militaire, mais la plus récente datait de quatre mois et beaucoup avaient été défigurés par le crash.
Selon ce rapport, un document signé par le général Vicente Navarro, du corps médical de l'armée, 24 heures après le drame précise que 30 cadavres ont été rendus aux autorités espagnoles sans avoir été identifiés. Ces dernières se sont pourtant refusées à des analyses ADN, alors que les experts turcs l'ont proposé et qu'une équipe de la Garde civile avait été prépositionnée pour se rendre à Trabzon sans jamais y être envoyée. Les responsables espagnols ont assuré à leurs homologues turcs que les victimes seraient reconnues plus tard, mais les cercueils scellés ont ensuite voyagé directement en Espagne pour la cérémonie nationale avant d'être remis aux familles pour l'inhumation, sans que celles-ci n'aient eu le droit de les ouvrir.
Le même jour, le ministre de la Défense Federico Trillo réfute « platement » que des erreurs aient pu être commises, saluant le « professionnalisme impeccable » de l'équipe médicale espagnole, sans répondre précisément aux éléments soulevés par le rapport turc. Le général Navarro explique de son côté que lorsqu'il a signé le bordereau au matin du 28 mai 2003, celui-ci présentait une situation antérieure et qu'il ne restait pas 30 corps à identifier mais seulement huit ou neuf et que ce travail s'est poursuivi pendant plusieurs heures après sa signature. Ces propos entrent en contradiction avec ceux du général José Antonio Beltrán qui affirmait le 27 mai que l'identification était achevée, et avec les rapports d'autopsie qui sont également datés du 27 et qui sont toujours réalisés postérieurement au travail de reconnaissance.

#### Erreurs nombreuses
À la demande des familles des victimes, l'Institut de toxicologie d'Istanbul procède en mai 2004 à de nouveaux tests ADN pour confirmer l'identité des soldats morts dans le crash. Le rapport publié le 24 juin confirme que 22 cadavres ont été mal identifiés sur les 39 testés. Le ministre de la Défense José Bono décide alors la destitution du chef d'État-Major de la Défense (JEMAD) Antonio Moreno Barberá, du chef d'État-Major de l'armée de terre (JEME) Luis Alejandre, du chef d'État-Major de l'armée de l'air (JEMA) Eduardo González Gallarza et du commandant de la division de la santé Vicente Navarro,. Un rapport de l'Institut national de toxicologie, remis par le ministère aux proches des soldats le 31 août indique que 30 militaires n'ont pas été correctement identifiés, précisant qu'il s'agit de tous ceux ayant été analysés par les experts scientifiques de l'armée espagnole. Les 32 autres, étudiés par les Turcs, ont été convenablement reconnus.

#### Processus judiciaire
Lors du procès organisé cinq ans plus tard devant l'Audience nationale, plusieurs témoins issus des forces armées affirment que le travail a été accéléré pour respecter l'ordre donné par le ministère de la Défense de rapatrier les corps aussi vite que possible afin de pouvoir organiser sans délai des funérailles nationales sur la base aérienne de Torrejón de Ardoz. Ils ajoutent que les autorités turques avait informé les Espagnols que 30 cadavres restaient à identifier et qu'eux-mêmes avaient transmis cette information à leur hiérarchie une fois arrivés en Espagne. Le général Vicente Navarro, qui avait élaboré lui-même la liste des victimes, ne s'explique pas pour sa part les mauvaises reconnaissances et les justifie à cause des nombreuses manipulations, des déplacements de sacs et des changements de numéros d'identification. Il précise que jamais il n'aurait signé un document indiquant qu'une partie des cadavres n'était pas identifiée, mais qu'il l'a fait car tout était en turc et qu'il n'avait pas conscience de ce qu'il signait.

### Responsabilités
La justice civile reconnaît en 2010 la responsabilité d'UM Airlines et contraint la compagnie à indemniser 291 ayants droit des victimes. La justice pénale se prononce elle deux fois : en 2009, quand elle condamne trois officiers à des peines de prison pour faux en écriture pour avoir mal identifié les cadavres des soldats ; et en 2012, quand elle acquitte six hauts gradés du délit d'imprudence ayant entraîné la mort pour avoir organisé le vol. Le 2 janvier 2017, le Conseil d'État révèle qu'il considère le ministère de la Défense comme ayant une part de responsabilité dans la catastrophe car les informations dont il disposait à l'époque du drame auraient dû conduire l'administration à réévaluer la location du Yak-42. Devenu entretemps ambassadeur au Royaume-Uni, Federico Trillo démissionne 10 jours plus tard.